# Jan Douwinus Nobbe
Jan Douwinus Nobbe (Hilversum, 9 december 1903 - Dachau, 7 september 1942) was een Nederlands verzetsstrijder tijdens de Tweede Wereldoorlog.
Nobbe was kantoorbediende te Hilversum en trouwde aldaar op 9 mei 1928 met Rie Odinot , met wie hij een dochter en een zoon kreeg. Hij werd als werkloze ingezet bij het werkverschaffingsproject Anna's Hoeve, een park aan de oostzijde van Hilversum. Nobbe en zijn vrouw zetten zich tijdens de Tweede Wereldoorlog in voor Duitse emigranten en gevluchte joden. Vanwege die "kommunistische Betätigung" werden hij en zijn vrouw op 25 juni 1941 gearresteerd en overgebracht naar het interneringskamp Schoorl, waarvandaan zij apart van elkaar naar Duitsland werden vervoerd. Nobbe zag zijn vrouw in Schoorl voor het laatst en werd via Amersfoort naar Neuengamme en Dachau vervoerd. Zijn vrouw zou de oorlog overleven via gevangenissen in Duitsland en het concentratiekamp, maar Nobbe overleed in het concentratiekamp Dachau in 1942 aan de ontberingen.